# Đống Đa, Hà Nội
Đống Đa là một phường thuộc thành phố Hà Nội, thủ đô của Việt Nam. Phường được hình thành trên cơ sở sáp nhập phường Thịnh Quang và một phần các phường Quang Trung, Láng Hạ, Nam Đồng, Ô Chợ Dừa, Trung Liệt thuộc quận Đống Đa cũ, trong đợt Sáp nhập tỉnh, thành Việt Nam 2025.

## Hành chính
Phường Đống Đa được thành lập theo Nghị quyết số 1656/NQ-UBTVQH15 của Ủy ban Thường vụ Quốc hội Việt Nam, ban hành ngày 16 tháng 6 năm 2025. Theo đó, sắp xếp toàn bộ diện tích tự nhiên, quy mô dân số của phường Thịnh Quang và một phần diện tích tự nhiên, quy mô dân số của các phường Quang Trung Láng Hạ, Nam Đồng, Ô Chợ Dừa, Trung Liệt thuộc quận Đống Đa cũ để thành lập phường Đống Đa.
Sau sắp xếp phường có diện tích tự nhiên 2,08 km2, quy mô dân số 81.709 người. Phía Đông tiếp giáp các phường Kim Liên, Văn Miếu - Quốc Tử Giám (ranh giới đi theo đường Xã Đàn - phố Nam Đồng - phố Đặng Văn Ngữ - phố Hồ Đắc Di - phố Tây Sơn); phía Tây tiếp giáp phường Láng (ranh giới đi theo phố Láng Hạ); phía Nam tiếp giáp các phường Thanh Xuân, Khương Đình (ranh giới đi dọc theo đường Nguyễn Trãi - sông Tô Lịch), phía Bắc tiếp giáp phường Ô Chợ Dừa (ranh giới đi theo phố Thái Hà - phố Hoàng Cầu - đường Xã Đàn). Trụ sở Phường dự kiến đặt tại số 59 phố Hoàng Cầu.